# Manuel Gräfe
Manuel Gräfe (født 21. september 1973) er en tysk fodbolddommer fra Berlin. Han har dømt internationalt under det internationale fodboldforbund FIFA siden 2007, hvor han er placeret i den europæiske dommergruppe som Premier Development-dommer, hvor han er udset til måske at rykke op i elite-kategorien inden for den nærmeste fremtid. Han debuterede i Champions League i 2010.
Han fik sin debut i den tyske Bundesliga i 2004. Siden har han også dømt et enkelt år i den sydkoreanske K League i 2005, inden han blev FIFA-dommer i 2007.

## Kampe med danske hold
- Den 31. juli 2008: Kvalifikation til UEFA Cuppen 2008/09: FC København – Cliftonville 7-0.